# Аббас ибн Фирнас
Абу-ль-Касим ‘Аббас ибн Фирнас ат-Такурини (араб. عباس بن فرناس‎; 810, Ронда, Андалусия — 887, Кордова, Андалусия) — андалузский мусульманский эрудит, изобретатель, врач, инженер, поэт. Первый человек, осуществивший управляемый полёт на искусственных крыльях.
Ибн Фирнас внес вклад в развитие астрономии и техники. Он сконструировал прибор, указывающий движение планет и звезд во Вселенной. Кроме того, ибн Фирнас придумал способ изготовления бесцветного стекла и изготовил увеличительные линзы для чтения.

## Биография
Родился в Андалусии в городе Ронда в 810 году в берберской семье. Его предки, вероятно, участвовали в завоевании Пиренейского полуострова. Жил в Кордове, был придворным поэтом и учёным, пользовался покровительством кордовских халифов Абдуррахмана II и Мухаммада I. Занимался разными науками, за что его прозвали «мудрец из Андалусии» (хаким аль-Андалус). Изучал математику и музыку, которая тогда считалась разделом математики. Сконструировал для музыкальных нужд метроном, изобрёл водяные часы, которые он назвал аль-Магата-Магата.

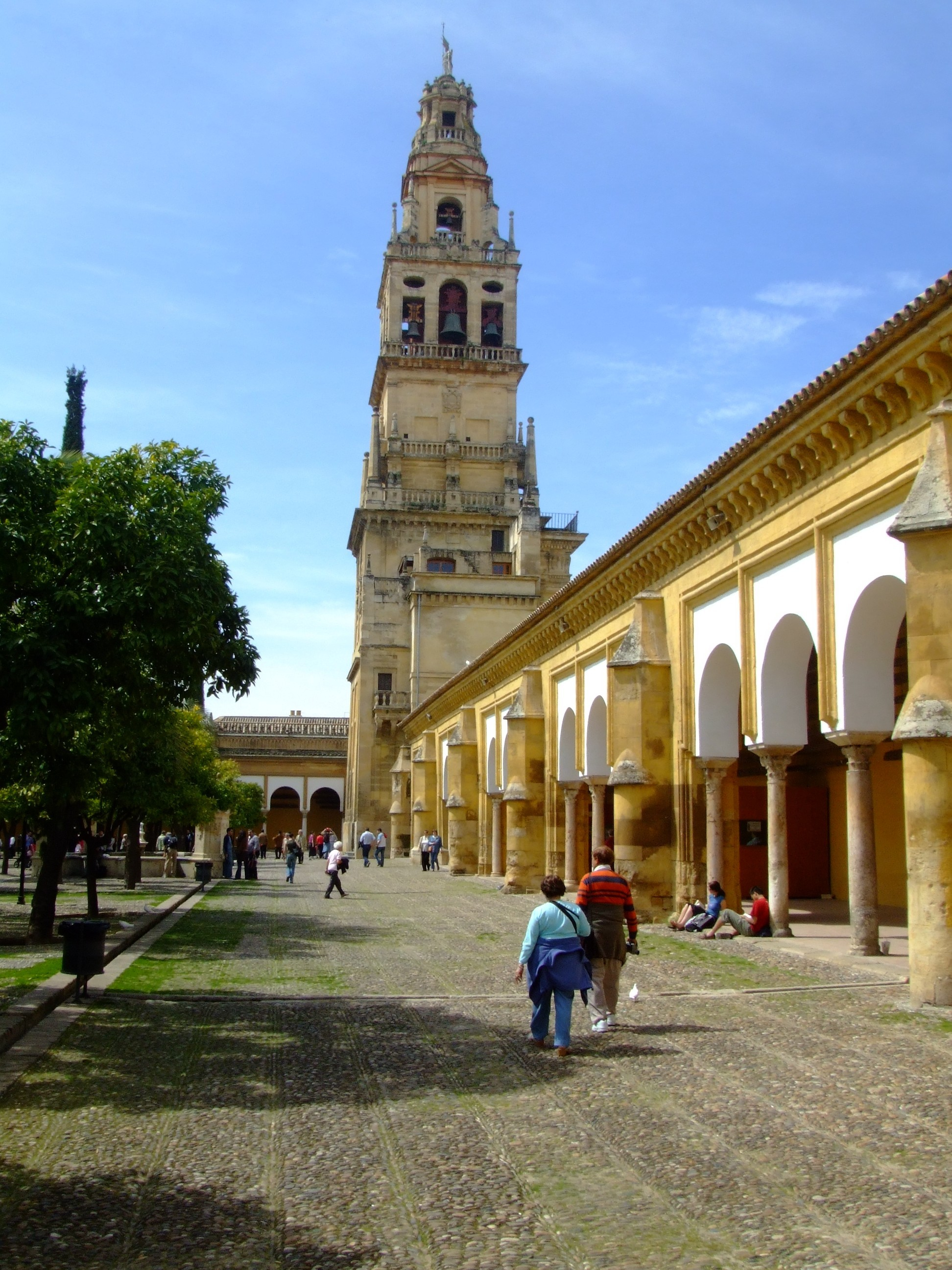
Минарет Великой мечети в Кордове

Аббас занимался технологией изготовления стекла из песка. В результате Испания стала самостоятельно производить стекло и перестала покупать стекло у египтян, которые держали в секрете технологию его изготовления. Позже он изобрёл лупу и сконструировал ставший известным планетарий. В планетарии была механизированная модель Солнечной системы, а по небу плыли облака, гремел гром и сверкала молния.
Аббас ибн Фирнас умер в 887 году в Кордове.

## Полёты
Ряд источников XX—XXI веков рассказывает историю о том, что в 852 году Ибн Фирнас сделал крылья из перьев и ткани, натянутой на деревянные распорки, и спрыгнул с минарета Великой мечети в Кордове, получив при приземлении лишь незначительные повреждения; вдохновившись этим опытом, он продолжил работу над летательным аппаратом и к 875 году сконструировал каркас с крыльями из шёлка, с которым прыгнул с небольшого холма Джабаль аль-Арус и продержался в воздухе около десяти минут, хотя и получил затем серьёзные ранения. Эти изобретения Ибн Фирнаса расцениваются некоторыми сегодняшними авторами как первые прообразы парашюта и дельтаплана. Однако единственное историческое упоминание об этих событиях встречается у арабского историка XVII века Ахмада аль-Маккари спустя почти 800 лет.

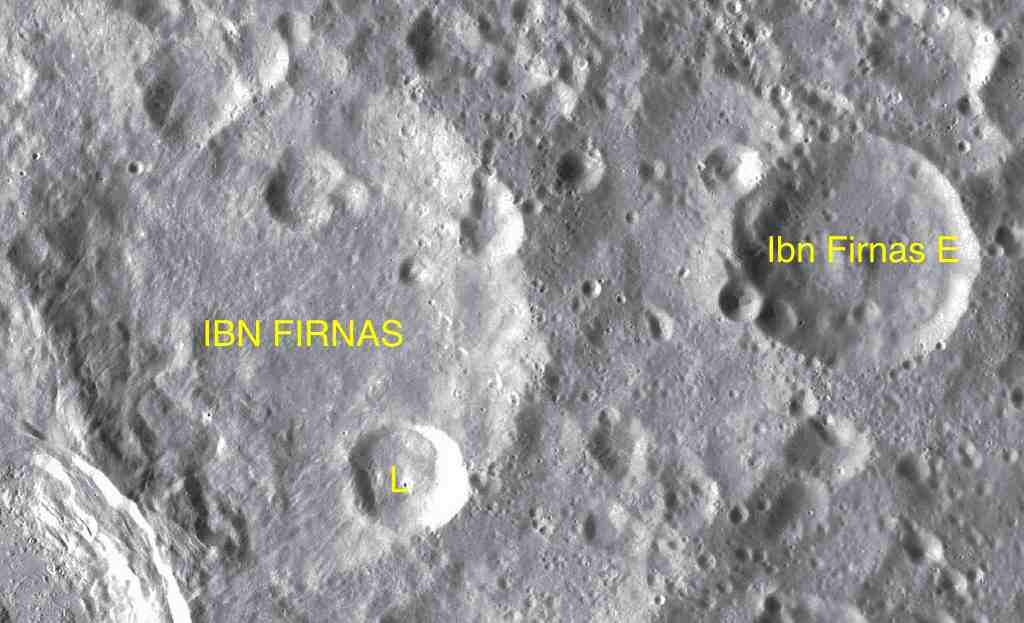
Кратер Ибн Фирнас (слева)

## Память
- В родном городе учёного Ронде в честь Ибн Фирнаса назван астрономический центр;
- В честь учёного назван аэропорт на севере Багдада, а на дороге в международный аэропорт Багдада стоит его статуя;
- В Ливии была выпущена марка с изображением Аббаса ибн Фирнаса;
- В Кордове Хосе Луис Мансанарес Хапон спроектировал мост над рекой Гвадалквивир, в центре которого стоит статуя учёного[14];
- В 1976 году его именем был назван кратер на Луне (см. Ибн Фирнас)[15].